# 波庫京齊
49°3′16″N 27°0′54″E / 49.05444°N 27.01500°E
波庫廷齊（烏克蘭語：Покутинці）是位於烏克蘭西部的村莊，由赫梅利尼茨基州裡赫梅利尼茨基區的津基夫市鎮負責管轄。該村始建於1493年，面積2.51平方公里，海拔高度307米，2011年人口556，人口密度每平方公里319.5人。